# Правило п'ятдесяти ходів
Пра́вило п'ятдесяти́ ході́в у шахах стверджує, що гравець може проголосити нічию, якщо не було жодного побиття й ходу пішаком впродовж останніх п'ятдесяти ходів (гравець і суперник мають обидва здійснити свій 50-й хід). Метою цього правила є завадити гравцеві, який не має шансів на виграш, ходити до безкінечності  або ж сподіватись на виграш лише через утому суперника. 
Всі елементарні мати можна поставити за менш ніж 50 ходів. Однак у 20-му столітті виявили, що деякі ендшпільні позиції є виграшними, але вимагають більш як 50 ходів (без побиття або ходу пішаком), щоб поставити мат. Отже, для деяких співвідношень матеріалу зробили виняток і збільшили кількість ходів до 100. Однак, оскільки згодом відкрили дуже багато таких позицій, то 1992 року ФІДЕ скасувала всі винятки.

## Про що говорить правило
Про правило п'ятдесяти ходів йдеться в пункті 9.3 правил ФІДЕ:
Гра завершується внічию, якщо її правильно проголошує гравець, що має ходити:
(a) він пише на своєму бланку і повідомляє арбітру про свій намір зробити хід, в результаті якого обидва гравці зроблять по 50 ходів не пересунувши жодного пішака і не побивши жодну фігуру, або
(b) обидва гравці виконали по п'ятдесят послідовних ходів не пересунувши жодного пішака й не побивши жодну фігуру.
Гравець не зобов'язаний оголошувати нічию за першої можливості, він може це зробити на одному з наступних ходів, якщо не зроблений хід пішаком і не побита фігура.
Гра не вважається автоматично закінченою внічию за цим правилом — гравець, чия черга ходу, повинен її оголосити. Отже гра може продовжуватись і далі, якщо гравець не оголошує нічиєї. Теоретично, гра може продовжуватись до безкінечності за цим правилом, але на практиці один з гравців радий оголосити нічию в такий спосіб.
Ігри, що завершуються внічию за цим правилом, не досягнувши стадії ендшпілю, трапляються рідко. Одним з прикладів є гра між Філіповичем і Смедеревацом Поляниця-Здруй 1966, яка завершилась внічию на 70 ході без жодного побиття за всю гру. останній хід пішаком відбувся на 20 ході.

## Приклади

### Тімман — Луц
|   | a                                                                                 | b                                                                                 | c                                                                                 | d                                                                                 | e                                                                                 | f                                                                                 | g                                                                                 | h                                                                                 |   |
| 8 | e6 чорний король · b5 білий король · c5 білий слон · h4 чорна тура · g3 біла тура | e6 чорний король · b5 білий король · c5 білий слон · h4 чорна тура · g3 біла тура | e6 чорний король · b5 білий король · c5 білий слон · h4 чорна тура · g3 біла тура | e6 чорний король · b5 білий король · c5 білий слон · h4 чорна тура · g3 біла тура | e6 чорний король · b5 білий король · c5 білий слон · h4 чорна тура · g3 біла тура | e6 чорний король · b5 білий король · c5 білий слон · h4 чорна тура · g3 біла тура | e6 чорний король · b5 білий король · c5 білий слон · h4 чорна тура · g3 біла тура | e6 чорний король · b5 білий король · c5 білий слон · h4 чорна тура · g3 біла тура | 8 |
| 7 | e6 чорний король · b5 білий король · c5 білий слон · h4 чорна тура · g3 біла тура | e6 чорний король · b5 білий король · c5 білий слон · h4 чорна тура · g3 біла тура | e6 чорний король · b5 білий король · c5 білий слон · h4 чорна тура · g3 біла тура | e6 чорний король · b5 білий король · c5 білий слон · h4 чорна тура · g3 біла тура | e6 чорний король · b5 білий король · c5 білий слон · h4 чорна тура · g3 біла тура | e6 чорний король · b5 білий король · c5 білий слон · h4 чорна тура · g3 біла тура | e6 чорний король · b5 білий король · c5 білий слон · h4 чорна тура · g3 біла тура | e6 чорний король · b5 білий король · c5 білий слон · h4 чорна тура · g3 біла тура | 7 |
| 6 | e6 чорний король · b5 білий король · c5 білий слон · h4 чорна тура · g3 біла тура | e6 чорний король · b5 білий король · c5 білий слон · h4 чорна тура · g3 біла тура | e6 чорний король · b5 білий король · c5 білий слон · h4 чорна тура · g3 біла тура | e6 чорний король · b5 білий король · c5 білий слон · h4 чорна тура · g3 біла тура | e6 чорний король · b5 білий король · c5 білий слон · h4 чорна тура · g3 біла тура | e6 чорний король · b5 білий король · c5 білий слон · h4 чорна тура · g3 біла тура | e6 чорний король · b5 білий король · c5 білий слон · h4 чорна тура · g3 біла тура | e6 чорний король · b5 білий король · c5 білий слон · h4 чорна тура · g3 біла тура | 6 |
| 5 | e6 чорний король · b5 білий король · c5 білий слон · h4 чорна тура · g3 біла тура | e6 чорний король · b5 білий король · c5 білий слон · h4 чорна тура · g3 біла тура | e6 чорний король · b5 білий король · c5 білий слон · h4 чорна тура · g3 біла тура | e6 чорний король · b5 білий король · c5 білий слон · h4 чорна тура · g3 біла тура | e6 чорний король · b5 білий король · c5 білий слон · h4 чорна тура · g3 біла тура | e6 чорний король · b5 білий король · c5 білий слон · h4 чорна тура · g3 біла тура | e6 чорний король · b5 білий король · c5 білий слон · h4 чорна тура · g3 біла тура | e6 чорний король · b5 білий король · c5 білий слон · h4 чорна тура · g3 біла тура | 5 |
| 4 | e6 чорний король · b5 білий король · c5 білий слон · h4 чорна тура · g3 біла тура | e6 чорний король · b5 білий король · c5 білий слон · h4 чорна тура · g3 біла тура | e6 чорний король · b5 білий король · c5 білий слон · h4 чорна тура · g3 біла тура | e6 чорний король · b5 білий король · c5 білий слон · h4 чорна тура · g3 біла тура | e6 чорний король · b5 білий король · c5 білий слон · h4 чорна тура · g3 біла тура | e6 чорний король · b5 білий король · c5 білий слон · h4 чорна тура · g3 біла тура | e6 чорний король · b5 білий король · c5 білий слон · h4 чорна тура · g3 біла тура | e6 чорний король · b5 білий король · c5 білий слон · h4 чорна тура · g3 біла тура | 4 |
| 3 | e6 чорний король · b5 білий король · c5 білий слон · h4 чорна тура · g3 біла тура | e6 чорний король · b5 білий король · c5 білий слон · h4 чорна тура · g3 біла тура | e6 чорний король · b5 білий король · c5 білий слон · h4 чорна тура · g3 біла тура | e6 чорний король · b5 білий король · c5 білий слон · h4 чорна тура · g3 біла тура | e6 чорний король · b5 білий король · c5 білий слон · h4 чорна тура · g3 біла тура | e6 чорний король · b5 білий король · c5 білий слон · h4 чорна тура · g3 біла тура | e6 чорний король · b5 білий король · c5 білий слон · h4 чорна тура · g3 біла тура | e6 чорний король · b5 білий король · c5 білий слон · h4 чорна тура · g3 біла тура | 3 |
| 2 | e6 чорний король · b5 білий король · c5 білий слон · h4 чорна тура · g3 біла тура | e6 чорний король · b5 білий король · c5 білий слон · h4 чорна тура · g3 біла тура | e6 чорний король · b5 білий король · c5 білий слон · h4 чорна тура · g3 біла тура | e6 чорний король · b5 білий король · c5 білий слон · h4 чорна тура · g3 біла тура | e6 чорний король · b5 білий король · c5 білий слон · h4 чорна тура · g3 біла тура | e6 чорний король · b5 білий король · c5 білий слон · h4 чорна тура · g3 біла тура | e6 чорний король · b5 білий король · c5 білий слон · h4 чорна тура · g3 біла тура | e6 чорний король · b5 білий король · c5 білий слон · h4 чорна тура · g3 біла тура | 2 |
| 1 | e6 чорний король · b5 білий король · c5 білий слон · h4 чорна тура · g3 біла тура | e6 чорний король · b5 білий король · c5 білий слон · h4 чорна тура · g3 біла тура | e6 чорний король · b5 білий король · c5 білий слон · h4 чорна тура · g3 біла тура | e6 чорний король · b5 білий король · c5 білий слон · h4 чорна тура · g3 біла тура | e6 чорний король · b5 білий король · c5 білий слон · h4 чорна тура · g3 біла тура | e6 чорний король · b5 білий король · c5 білий слон · h4 чорна тура · g3 біла тура | e6 чорний король · b5 білий король · c5 білий слон · h4 чорна тура · g3 біла тура | e6 чорний король · b5 білий король · c5 білий слон · h4 чорна тура · g3 біла тура | 1 |
|   | a                                                                                 | b                                                                                 | c                                                                                 | d                                                                                 | e                                                                                 | f                                                                                 | g                                                                                 | h                                                                                 |   |

|   | a                                                                                 | b                                                                                 | c                                                                                 | d                                                                                 | e                                                                                 | f                                                                                 | g                                                                                 | h                                                                                 |   |
| 8 | h7 чорний король · f5 білий король · g5 біла тура · b4 чорна тура · f4 білий слон | h7 чорний король · f5 білий король · g5 біла тура · b4 чорна тура · f4 білий слон | h7 чорний король · f5 білий король · g5 біла тура · b4 чорна тура · f4 білий слон | h7 чорний король · f5 білий король · g5 біла тура · b4 чорна тура · f4 білий слон | h7 чорний король · f5 білий король · g5 біла тура · b4 чорна тура · f4 білий слон | h7 чорний король · f5 білий король · g5 біла тура · b4 чорна тура · f4 білий слон | h7 чорний король · f5 білий король · g5 біла тура · b4 чорна тура · f4 білий слон | h7 чорний король · f5 білий король · g5 біла тура · b4 чорна тура · f4 білий слон | 8 |
| 7 | h7 чорний король · f5 білий король · g5 біла тура · b4 чорна тура · f4 білий слон | h7 чорний король · f5 білий король · g5 біла тура · b4 чорна тура · f4 білий слон | h7 чорний король · f5 білий король · g5 біла тура · b4 чорна тура · f4 білий слон | h7 чорний король · f5 білий король · g5 біла тура · b4 чорна тура · f4 білий слон | h7 чорний король · f5 білий король · g5 біла тура · b4 чорна тура · f4 білий слон | h7 чорний король · f5 білий король · g5 біла тура · b4 чорна тура · f4 білий слон | h7 чорний король · f5 білий король · g5 біла тура · b4 чорна тура · f4 білий слон | h7 чорний король · f5 білий король · g5 біла тура · b4 чорна тура · f4 білий слон | 7 |
| 6 | h7 чорний король · f5 білий король · g5 біла тура · b4 чорна тура · f4 білий слон | h7 чорний король · f5 білий король · g5 біла тура · b4 чорна тура · f4 білий слон | h7 чорний король · f5 білий король · g5 біла тура · b4 чорна тура · f4 білий слон | h7 чорний король · f5 білий король · g5 біла тура · b4 чорна тура · f4 білий слон | h7 чорний король · f5 білий король · g5 біла тура · b4 чорна тура · f4 білий слон | h7 чорний король · f5 білий король · g5 біла тура · b4 чорна тура · f4 білий слон | h7 чорний король · f5 білий король · g5 біла тура · b4 чорна тура · f4 білий слон | h7 чорний король · f5 білий король · g5 біла тура · b4 чорна тура · f4 білий слон | 6 |
| 5 | h7 чорний король · f5 білий король · g5 біла тура · b4 чорна тура · f4 білий слон | h7 чорний король · f5 білий король · g5 біла тура · b4 чорна тура · f4 білий слон | h7 чорний король · f5 білий король · g5 біла тура · b4 чорна тура · f4 білий слон | h7 чорний король · f5 білий король · g5 біла тура · b4 чорна тура · f4 білий слон | h7 чорний король · f5 білий король · g5 біла тура · b4 чорна тура · f4 білий слон | h7 чорний король · f5 білий король · g5 біла тура · b4 чорна тура · f4 білий слон | h7 чорний король · f5 білий король · g5 біла тура · b4 чорна тура · f4 білий слон | h7 чорний король · f5 білий король · g5 біла тура · b4 чорна тура · f4 білий слон | 5 |
| 4 | h7 чорний король · f5 білий король · g5 біла тура · b4 чорна тура · f4 білий слон | h7 чорний король · f5 білий король · g5 біла тура · b4 чорна тура · f4 білий слон | h7 чорний король · f5 білий король · g5 біла тура · b4 чорна тура · f4 білий слон | h7 чорний король · f5 білий король · g5 біла тура · b4 чорна тура · f4 білий слон | h7 чорний король · f5 білий король · g5 біла тура · b4 чорна тура · f4 білий слон | h7 чорний король · f5 білий король · g5 біла тура · b4 чорна тура · f4 білий слон | h7 чорний король · f5 білий король · g5 біла тура · b4 чорна тура · f4 білий слон | h7 чорний король · f5 білий король · g5 біла тура · b4 чорна тура · f4 білий слон | 4 |
| 3 | h7 чорний король · f5 білий король · g5 біла тура · b4 чорна тура · f4 білий слон | h7 чорний король · f5 білий король · g5 біла тура · b4 чорна тура · f4 білий слон | h7 чорний король · f5 білий король · g5 біла тура · b4 чорна тура · f4 білий слон | h7 чорний король · f5 білий король · g5 біла тура · b4 чорна тура · f4 білий слон | h7 чорний король · f5 білий король · g5 біла тура · b4 чорна тура · f4 білий слон | h7 чорний король · f5 білий король · g5 біла тура · b4 чорна тура · f4 білий слон | h7 чорний король · f5 білий король · g5 біла тура · b4 чорна тура · f4 білий слон | h7 чорний король · f5 білий король · g5 біла тура · b4 чорна тура · f4 білий слон | 3 |
| 2 | h7 чорний король · f5 білий король · g5 біла тура · b4 чорна тура · f4 білий слон | h7 чорний король · f5 білий король · g5 біла тура · b4 чорна тура · f4 білий слон | h7 чорний король · f5 білий король · g5 біла тура · b4 чорна тура · f4 білий слон | h7 чорний король · f5 білий король · g5 біла тура · b4 чорна тура · f4 білий слон | h7 чорний король · f5 білий король · g5 біла тура · b4 чорна тура · f4 білий слон | h7 чорний король · f5 білий король · g5 біла тура · b4 чорна тура · f4 білий слон | h7 чорний король · f5 білий король · g5 біла тура · b4 чорна тура · f4 білий слон | h7 чорний король · f5 білий король · g5 біла тура · b4 чорна тура · f4 білий слон | 2 |
| 1 | h7 чорний король · f5 білий король · g5 біла тура · b4 чорна тура · f4 білий слон | h7 чорний король · f5 білий король · g5 біла тура · b4 чорна тура · f4 білий слон | h7 чорний король · f5 білий король · g5 біла тура · b4 чорна тура · f4 білий слон | h7 чорний король · f5 білий король · g5 біла тура · b4 чорна тура · f4 білий слон | h7 чорний король · f5 білий король · g5 біла тура · b4 чорна тура · f4 білий слон | h7 чорний король · f5 білий король · g5 біла тура · b4 чорна тура · f4 білий слон | h7 чорний король · f5 білий король · g5 біла тура · b4 чорна тура · f4 білий слон | h7 чорний король · f5 білий король · g5 біла тура · b4 чорна тура · f4 білий слон | 1 |
|   | a                                                                                 | b                                                                                 | c                                                                                 | d                                                                                 | e                                                                                 | f                                                                                 | g                                                                                 | h                                                                                 |   |

У цій грі 1995 року між Яном Тімманом і Крістофером Луцом виникло закінчення з турою і слоном проти тури.  Білі прагнуть виграти досягнувши позицію Філідора, тоді як чорні застосовують захист Кохрена і "захист по другій горизонталі" (див. закінчення тура і слон проти тури). Чорні захищались добре в цьому важкому захисті й могли проголосити нічию на 119-ході. Луц відмічає, що він проголосив нічию на 121 ході. Іронія полягає в тому, що цей хід є програшним.

### Карпов — Каспаров
|   | a                                                                                                  | b                                                                                                  | c                                                                                                  | d                                                                                                  | e                                                                                                  | f                                                                                                  | g                                                                                                  | h                                                                                                  |   |
| 8 | d8 чорна тура · c6 білий слон · f6 чорний король · f4 білий кінь · h4 білий король · d3 білий кінь | d8 чорна тура · c6 білий слон · f6 чорний король · f4 білий кінь · h4 білий король · d3 білий кінь | d8 чорна тура · c6 білий слон · f6 чорний король · f4 білий кінь · h4 білий король · d3 білий кінь | d8 чорна тура · c6 білий слон · f6 чорний король · f4 білий кінь · h4 білий король · d3 білий кінь | d8 чорна тура · c6 білий слон · f6 чорний король · f4 білий кінь · h4 білий король · d3 білий кінь | d8 чорна тура · c6 білий слон · f6 чорний король · f4 білий кінь · h4 білий король · d3 білий кінь | d8 чорна тура · c6 білий слон · f6 чорний король · f4 білий кінь · h4 білий король · d3 білий кінь | d8 чорна тура · c6 білий слон · f6 чорний король · f4 білий кінь · h4 білий король · d3 білий кінь | 8 |
| 7 | d8 чорна тура · c6 білий слон · f6 чорний король · f4 білий кінь · h4 білий король · d3 білий кінь | d8 чорна тура · c6 білий слон · f6 чорний король · f4 білий кінь · h4 білий король · d3 білий кінь | d8 чорна тура · c6 білий слон · f6 чорний король · f4 білий кінь · h4 білий король · d3 білий кінь | d8 чорна тура · c6 білий слон · f6 чорний король · f4 білий кінь · h4 білий король · d3 білий кінь | d8 чорна тура · c6 білий слон · f6 чорний король · f4 білий кінь · h4 білий король · d3 білий кінь | d8 чорна тура · c6 білий слон · f6 чорний король · f4 білий кінь · h4 білий король · d3 білий кінь | d8 чорна тура · c6 білий слон · f6 чорний король · f4 білий кінь · h4 білий король · d3 білий кінь | d8 чорна тура · c6 білий слон · f6 чорний король · f4 білий кінь · h4 білий король · d3 білий кінь | 7 |
| 6 | d8 чорна тура · c6 білий слон · f6 чорний король · f4 білий кінь · h4 білий король · d3 білий кінь | d8 чорна тура · c6 білий слон · f6 чорний король · f4 білий кінь · h4 білий король · d3 білий кінь | d8 чорна тура · c6 білий слон · f6 чорний король · f4 білий кінь · h4 білий король · d3 білий кінь | d8 чорна тура · c6 білий слон · f6 чорний король · f4 білий кінь · h4 білий король · d3 білий кінь | d8 чорна тура · c6 білий слон · f6 чорний король · f4 білий кінь · h4 білий король · d3 білий кінь | d8 чорна тура · c6 білий слон · f6 чорний король · f4 білий кінь · h4 білий король · d3 білий кінь | d8 чорна тура · c6 білий слон · f6 чорний король · f4 білий кінь · h4 білий король · d3 білий кінь | d8 чорна тура · c6 білий слон · f6 чорний король · f4 білий кінь · h4 білий король · d3 білий кінь | 6 |
| 5 | d8 чорна тура · c6 білий слон · f6 чорний король · f4 білий кінь · h4 білий король · d3 білий кінь | d8 чорна тура · c6 білий слон · f6 чорний король · f4 білий кінь · h4 білий король · d3 білий кінь | d8 чорна тура · c6 білий слон · f6 чорний король · f4 білий кінь · h4 білий король · d3 білий кінь | d8 чорна тура · c6 білий слон · f6 чорний король · f4 білий кінь · h4 білий король · d3 білий кінь | d8 чорна тура · c6 білий слон · f6 чорний король · f4 білий кінь · h4 білий король · d3 білий кінь | d8 чорна тура · c6 білий слон · f6 чорний король · f4 білий кінь · h4 білий король · d3 білий кінь | d8 чорна тура · c6 білий слон · f6 чорний король · f4 білий кінь · h4 білий король · d3 білий кінь | d8 чорна тура · c6 білий слон · f6 чорний король · f4 білий кінь · h4 білий король · d3 білий кінь | 5 |
| 4 | d8 чорна тура · c6 білий слон · f6 чорний король · f4 білий кінь · h4 білий король · d3 білий кінь | d8 чорна тура · c6 білий слон · f6 чорний король · f4 білий кінь · h4 білий король · d3 білий кінь | d8 чорна тура · c6 білий слон · f6 чорний король · f4 білий кінь · h4 білий король · d3 білий кінь | d8 чорна тура · c6 білий слон · f6 чорний король · f4 білий кінь · h4 білий король · d3 білий кінь | d8 чорна тура · c6 білий слон · f6 чорний король · f4 білий кінь · h4 білий король · d3 білий кінь | d8 чорна тура · c6 білий слон · f6 чорний король · f4 білий кінь · h4 білий король · d3 білий кінь | d8 чорна тура · c6 білий слон · f6 чорний король · f4 білий кінь · h4 білий король · d3 білий кінь | d8 чорна тура · c6 білий слон · f6 чорний король · f4 білий кінь · h4 білий король · d3 білий кінь | 4 |
| 3 | d8 чорна тура · c6 білий слон · f6 чорний король · f4 білий кінь · h4 білий король · d3 білий кінь | d8 чорна тура · c6 білий слон · f6 чорний король · f4 білий кінь · h4 білий король · d3 білий кінь | d8 чорна тура · c6 білий слон · f6 чорний король · f4 білий кінь · h4 білий король · d3 білий кінь | d8 чорна тура · c6 білий слон · f6 чорний король · f4 білий кінь · h4 білий король · d3 білий кінь | d8 чорна тура · c6 білий слон · f6 чорний король · f4 білий кінь · h4 білий король · d3 білий кінь | d8 чорна тура · c6 білий слон · f6 чорний король · f4 білий кінь · h4 білий король · d3 білий кінь | d8 чорна тура · c6 білий слон · f6 чорний король · f4 білий кінь · h4 білий король · d3 білий кінь | d8 чорна тура · c6 білий слон · f6 чорний король · f4 білий кінь · h4 білий король · d3 білий кінь | 3 |
| 2 | d8 чорна тура · c6 білий слон · f6 чорний король · f4 білий кінь · h4 білий король · d3 білий кінь | d8 чорна тура · c6 білий слон · f6 чорний король · f4 білий кінь · h4 білий король · d3 білий кінь | d8 чорна тура · c6 білий слон · f6 чорний король · f4 білий кінь · h4 білий король · d3 білий кінь | d8 чорна тура · c6 білий слон · f6 чорний король · f4 білий кінь · h4 білий король · d3 білий кінь | d8 чорна тура · c6 білий слон · f6 чорний король · f4 білий кінь · h4 білий король · d3 білий кінь | d8 чорна тура · c6 білий слон · f6 чорний король · f4 білий кінь · h4 білий король · d3 білий кінь | d8 чорна тура · c6 білий слон · f6 чорний король · f4 білий кінь · h4 білий король · d3 білий кінь | d8 чорна тура · c6 білий слон · f6 чорний король · f4 білий кінь · h4 білий король · d3 білий кінь | 2 |
| 1 | d8 чорна тура · c6 білий слон · f6 чорний король · f4 білий кінь · h4 білий король · d3 білий кінь | d8 чорна тура · c6 білий слон · f6 чорний король · f4 білий кінь · h4 білий король · d3 білий кінь | d8 чорна тура · c6 білий слон · f6 чорний король · f4 білий кінь · h4 білий король · d3 білий кінь | d8 чорна тура · c6 білий слон · f6 чорний король · f4 білий кінь · h4 білий король · d3 білий кінь | d8 чорна тура · c6 білий слон · f6 чорний король · f4 білий кінь · h4 білий король · d3 білий кінь | d8 чорна тура · c6 білий слон · f6 чорний король · f4 білий кінь · h4 білий король · d3 білий кінь | d8 чорна тура · c6 білий слон · f6 чорний король · f4 білий кінь · h4 білий король · d3 білий кінь | d8 чорна тура · c6 білий слон · f6 чорний король · f4 білий кінь · h4 білий король · d3 білий кінь | 1 |
|   | a                                                                                                  | b                                                                                                  | c                                                                                                  | d                                                                                                  | e                                                                                                  | f                                                                                                  | g                                                                                                  | h                                                                                                  |   |

|   | a                                                                                                  | b                                                                                                  | c                                                                                                  | d                                                                                                  | e                                                                                                  | f                                                                                                  | g                                                                                                  | h                                                                                                  |   |
| 8 | h8 чорний король · e7 білий кінь · e6 білий кінь · f6 білий король · f5 білий слон · a1 чорна тура | h8 чорний король · e7 білий кінь · e6 білий кінь · f6 білий король · f5 білий слон · a1 чорна тура | h8 чорний король · e7 білий кінь · e6 білий кінь · f6 білий король · f5 білий слон · a1 чорна тура | h8 чорний король · e7 білий кінь · e6 білий кінь · f6 білий король · f5 білий слон · a1 чорна тура | h8 чорний король · e7 білий кінь · e6 білий кінь · f6 білий король · f5 білий слон · a1 чорна тура | h8 чорний король · e7 білий кінь · e6 білий кінь · f6 білий король · f5 білий слон · a1 чорна тура | h8 чорний король · e7 білий кінь · e6 білий кінь · f6 білий король · f5 білий слон · a1 чорна тура | h8 чорний король · e7 білий кінь · e6 білий кінь · f6 білий король · f5 білий слон · a1 чорна тура | 8 |
| 7 | h8 чорний король · e7 білий кінь · e6 білий кінь · f6 білий король · f5 білий слон · a1 чорна тура | h8 чорний король · e7 білий кінь · e6 білий кінь · f6 білий король · f5 білий слон · a1 чорна тура | h8 чорний король · e7 білий кінь · e6 білий кінь · f6 білий король · f5 білий слон · a1 чорна тура | h8 чорний король · e7 білий кінь · e6 білий кінь · f6 білий король · f5 білий слон · a1 чорна тура | h8 чорний король · e7 білий кінь · e6 білий кінь · f6 білий король · f5 білий слон · a1 чорна тура | h8 чорний король · e7 білий кінь · e6 білий кінь · f6 білий король · f5 білий слон · a1 чорна тура | h8 чорний король · e7 білий кінь · e6 білий кінь · f6 білий король · f5 білий слон · a1 чорна тура | h8 чорний король · e7 білий кінь · e6 білий кінь · f6 білий король · f5 білий слон · a1 чорна тура | 7 |
| 6 | h8 чорний король · e7 білий кінь · e6 білий кінь · f6 білий король · f5 білий слон · a1 чорна тура | h8 чорний король · e7 білий кінь · e6 білий кінь · f6 білий король · f5 білий слон · a1 чорна тура | h8 чорний король · e7 білий кінь · e6 білий кінь · f6 білий король · f5 білий слон · a1 чорна тура | h8 чорний король · e7 білий кінь · e6 білий кінь · f6 білий король · f5 білий слон · a1 чорна тура | h8 чорний король · e7 білий кінь · e6 білий кінь · f6 білий король · f5 білий слон · a1 чорна тура | h8 чорний король · e7 білий кінь · e6 білий кінь · f6 білий король · f5 білий слон · a1 чорна тура | h8 чорний король · e7 білий кінь · e6 білий кінь · f6 білий король · f5 білий слон · a1 чорна тура | h8 чорний король · e7 білий кінь · e6 білий кінь · f6 білий король · f5 білий слон · a1 чорна тура | 6 |
| 5 | h8 чорний король · e7 білий кінь · e6 білий кінь · f6 білий король · f5 білий слон · a1 чорна тура | h8 чорний король · e7 білий кінь · e6 білий кінь · f6 білий король · f5 білий слон · a1 чорна тура | h8 чорний король · e7 білий кінь · e6 білий кінь · f6 білий король · f5 білий слон · a1 чорна тура | h8 чорний король · e7 білий кінь · e6 білий кінь · f6 білий король · f5 білий слон · a1 чорна тура | h8 чорний король · e7 білий кінь · e6 білий кінь · f6 білий король · f5 білий слон · a1 чорна тура | h8 чорний король · e7 білий кінь · e6 білий кінь · f6 білий король · f5 білий слон · a1 чорна тура | h8 чорний король · e7 білий кінь · e6 білий кінь · f6 білий король · f5 білий слон · a1 чорна тура | h8 чорний король · e7 білий кінь · e6 білий кінь · f6 білий король · f5 білий слон · a1 чорна тура | 5 |
| 4 | h8 чорний король · e7 білий кінь · e6 білий кінь · f6 білий король · f5 білий слон · a1 чорна тура | h8 чорний король · e7 білий кінь · e6 білий кінь · f6 білий король · f5 білий слон · a1 чорна тура | h8 чорний король · e7 білий кінь · e6 білий кінь · f6 білий король · f5 білий слон · a1 чорна тура | h8 чорний король · e7 білий кінь · e6 білий кінь · f6 білий король · f5 білий слон · a1 чорна тура | h8 чорний король · e7 білий кінь · e6 білий кінь · f6 білий король · f5 білий слон · a1 чорна тура | h8 чорний король · e7 білий кінь · e6 білий кінь · f6 білий король · f5 білий слон · a1 чорна тура | h8 чорний король · e7 білий кінь · e6 білий кінь · f6 білий король · f5 білий слон · a1 чорна тура | h8 чорний король · e7 білий кінь · e6 білий кінь · f6 білий король · f5 білий слон · a1 чорна тура | 4 |
| 3 | h8 чорний король · e7 білий кінь · e6 білий кінь · f6 білий король · f5 білий слон · a1 чорна тура | h8 чорний король · e7 білий кінь · e6 білий кінь · f6 білий король · f5 білий слон · a1 чорна тура | h8 чорний король · e7 білий кінь · e6 білий кінь · f6 білий король · f5 білий слон · a1 чорна тура | h8 чорний король · e7 білий кінь · e6 білий кінь · f6 білий король · f5 білий слон · a1 чорна тура | h8 чорний король · e7 білий кінь · e6 білий кінь · f6 білий король · f5 білий слон · a1 чорна тура | h8 чорний король · e7 білий кінь · e6 білий кінь · f6 білий король · f5 білий слон · a1 чорна тура | h8 чорний король · e7 білий кінь · e6 білий кінь · f6 білий король · f5 білий слон · a1 чорна тура | h8 чорний король · e7 білий кінь · e6 білий кінь · f6 білий король · f5 білий слон · a1 чорна тура | 3 |
| 2 | h8 чорний король · e7 білий кінь · e6 білий кінь · f6 білий король · f5 білий слон · a1 чорна тура | h8 чорний король · e7 білий кінь · e6 білий кінь · f6 білий король · f5 білий слон · a1 чорна тура | h8 чорний король · e7 білий кінь · e6 білий кінь · f6 білий король · f5 білий слон · a1 чорна тура | h8 чорний король · e7 білий кінь · e6 білий кінь · f6 білий король · f5 білий слон · a1 чорна тура | h8 чорний король · e7 білий кінь · e6 білий кінь · f6 білий король · f5 білий слон · a1 чорна тура | h8 чорний король · e7 білий кінь · e6 білий кінь · f6 білий король · f5 білий слон · a1 чорна тура | h8 чорний король · e7 білий кінь · e6 білий кінь · f6 білий король · f5 білий слон · a1 чорна тура | h8 чорний король · e7 білий кінь · e6 білий кінь · f6 білий король · f5 білий слон · a1 чорна тура | 2 |
| 1 | h8 чорний король · e7 білий кінь · e6 білий кінь · f6 білий король · f5 білий слон · a1 чорна тура | h8 чорний король · e7 білий кінь · e6 білий кінь · f6 білий король · f5 білий слон · a1 чорна тура | h8 чорний король · e7 білий кінь · e6 білий кінь · f6 білий король · f5 білий слон · a1 чорна тура | h8 чорний король · e7 білий кінь · e6 білий кінь · f6 білий король · f5 білий слон · a1 чорна тура | h8 чорний король · e7 білий кінь · e6 білий кінь · f6 білий король · f5 білий слон · a1 чорна тура | h8 чорний король · e7 білий кінь · e6 білий кінь · f6 білий король · f5 білий слон · a1 чорна тура | h8 чорний король · e7 білий кінь · e6 білий кінь · f6 білий король · f5 білий слон · a1 чорна тура | h8 чорний король · e7 білий кінь · e6 білий кінь · f6 білий король · f5 білий слон · a1 чорна тура | 1 |
|   | a                                                                                                  | b                                                                                                  | c                                                                                                  | d                                                                                                  | e                                                                                                  | f                                                                                                  | g                                                                                                  | h                                                                                                  |   |

Нічию за правилом п'ятдесяти ходів можна було проголосити після 112-го ходу чорних у грі 1991 року між Анатолієм Карповим і Гаррі Каспаровим, але жоден із гравців її не проголосив. Останнє побиття відбулось на 63-му ході білих (останній хід пішаком відбувся до того).  За правилом ФІДЕ 9.3 частина (a), білі могли записати свій 113-й хід (якщо це не побиття чи хід пішаком) і проголосити нічию.  З правилом ФІДЕ 9.3 частина (b), після 113-го ходу білих кожен із гравців міг проголосити нічию на своїй черзі ходу і при цьому не був зобов'язаний записувати свій наступний хід. Замість цього гра продовжувалась ще кілька ходів:
113. Ng5 Ra6+
114. Kf7 Rf6+
115. ½-½
У цей момент гравці погодились на нічию, оскільки після 115. Kxf6 виникає позиція пату .  Якщо 115. Ke8 Rxf5 116. Nxf5, то позиція є очевидно нічийною, оскільки двоє коней не можуть форсовано поставити мат (див. Два коні проти пішака).

## Історія
Правило має довгу історію . Його метою є завадити комусь грати до безкінечності позиції, в яких не можна виграти. Попередниця шахів, гра шатрандж, мала правило сімдесяти п'яти ходів. У своїй книзі 1561 року Руй Лопес де Сеґура визначив для цього правила саме 50 ходів. П'єтро Каррера (1573-1647) вважав, що достатньо 24 ходи, а Луї Шарль де Лабурдонне (1795-1840) відстоював 60 ходів .
До 1800 року правило можна було застосовувати лише до деяких особливих типів ендшпілю, які різнились у різних версіях правил. Відлік ходів розпочинався коли один з гравців вимагав застосувати правило (замість того, щоб відслідковувати ходи назад до останнього побиття або ходу пішаком), а побиття чи хід пішаком не обнуляли відлік. За правилами турніру Лондон 1883 відлік вже обнулявся при побитті або ходові пішаком, але все ще розпочинався за запитом гравця .
Протягом певного періоду часу вважали, що всі виграшні ендшпілі можна виграти менш як за 50 ходів. Однак на початку XX століття знайдено деякі винятки, включаючи аналіз ендшпілю з двома конями, який зробив Олексій Троїцький (1866-1942), а також тура і слон проти тури. Правило переглядали кілька разів, вводячи винятки понад 50 ходів для деяких типів ендшпілю. Спочатку правило застосовували до турнірних партій, а не до матчевих .
1928 ФІДЕ ввела уточнення, що якщо якийсь різновид ендшпілю для постановки мату теоретично вимагає понад 50 ходів, то для цих випадків треба обмежувати такою кількістю ходів, яка вдвічі перевищує це число. Наприклад, тоді вважали, що для ендшпілю тура і слон проти тури потрібно 66 ходів і тому застосовували правило 132 ходів. (Насправді ж потрібно 59 ходів.) 1952 року ФІДЕ переглянула правило і обмежила виняткові ендшпілі сотнею ходів, але за умови, що гравці погодяться на таке продовження до початку гри. Це уточнення ще було в дії станом на 1960 рік. Правило не прописувало самих позицій, на той випадок, якщо буде знайдено нові їх типи, що вимагають понад 50 ходів (саме це й трапилось). Вважали що такі позиції вимагають понад 50 ходів:
1. тура і слон проти тури
2. двоє коней проти пішака, який безпечно заблокований конем позаду лінії Троїцького
3. тура і пішак на полі a2 проти чорнопольного слона і пішака на a3, або ж аналогічна позиція в інших кутах[11]. (1979 року показано, що цей ендшпіль можна виграти якраз менш як за 50 ходів[12].)

Стаття 12.4 правил ФІДЕ від 1965 року встановлювала: 
Кількість ходів можна збільшувати для певних типів позицій, за умови що стосовно цього підвищення і типів позицій була домовленість перед початком партії.
 Харкнесс зауважує, що "ФІДЕ встановила і затвердила деякі з цих позицій", включаючи двох коней проти пішака . Версії правил від 1975 і 1977 років формулювали цей пункт тими самими словами (без визначення позицій і кількості ходів) , .
1984 зазнало зміни і стало статтею 10.9. Воно ясно встановило кількість ходів 100 і позиції, про які сказано вище . У 1980-х роках Кен Томпсон провів дослідження за допомогою шахового рушія Belle і відкрив багато ендшпілів, які можна виграти за більш як 50 ходів. Однак серед них було багато позицій, які вимагали випадкових ходів, недоступних людському аналізу, і які рідко можна побачити в реальній грі. 1989 року правило змінилось (все ще 10.9). Тепер кількість ходів стала 75 і в ньому були зазначені такі позиції:
1. Тура і слон проти тури
2. Два коня проти пішака (без згадки про лінію Троїцького)
3. Ферзь і пішак на сьомій горизонталі проти ферзя (див. ендшпіль ферзь і пішак проти ферзя)
4. Ферзь проти двох коней (див. Ендшпіль без пішаків#Ферзь проти двох легких фігур)
5. Ферзь проти двох слонів
6. Двоє слонів проти коня (див Ендшпіль без пішаків#Лише легкі фігури) [18].

Станом на 2001 рік правило 9.3 прописувало однакову кількість ходів 50 для всіх позицій .